# Purina
As purinas são bases nitrogenadas (denominadas então bases púricas), compostos orgânicos heterocíclicos. São compostas por um anel pirimidínico fundido a um anel imidazólico.
Duas das bases dos ácidos nucleicos, a adenina e a guanina, são purinas. No ADN, estas bases unem-se às pirimidinas complementares, a timina e a citosina, através de pontes de hidrogénio.
As bases púricas são pouco solúveis em água em pH neutro e o principal metabólito de sua degradação é o ácido úrico. A produção excessiva de ácido úrico, devido à degradação destas bases, pode causar a hiperuricemia.

## Purinas notáveis
A quantia de purinas encontradas na natureza é enorme, visto que 50% das bases nitrogenadas encontradas nos ácidos nucleicos, a adenina e guanina, são purinas. No ADN, essas bases formam pontes de hidrogênio com as bases pirimídicas complementares, timina e citosina. No RNA, a base complementar da adenina é a uracila ao invés da timina.
Outras purinas a serem citadas são a hipoxantina, xantina, teobromina, cafeína, ácido úrico e isoguanina

## Funções
Além de serem utilizadas na síntese de DNA e RNA, as purinas são componentes importantes de várias biomoléculas, como o ATP, GTP, AMPc, NADH, e Coenzima A.
Segundo a Regra de Chargaff, a proporção de bases púricas no Dna é de 60% (A=G) e de bases pirimídicas é de 40% (C=T).

## Síntese
Ribose 5-fosfato, produzido na via das pentoses-fosfato, reage com ATP formando AMP e 5-fosforibosil 1-pirofosfato (PRPP).
O PRPP é utilizado na síntese de purinas e pirimidinas, na recuperação destas bases e na síntese de NAD.
Este PRPP reage com glutamina, formando 5-fosforibosilamina + glutamato + pirofosfato. A reação é catalisada pela Glutamina PRPP amido transferase, e é a principal reação reguladora da biossíntese de purinas (é irreversível).
Através de outras reações há formação de IMP, que poderá formar Adenilsuccinato ou XMP. O adenilsuccinato forma AMP, que forma ADP para depois formar ATP; o XMP forma GMP, GDP e posteriormente GTP.